# Nobuhito, Príncipe Takamatsu
Nobuhito, Príncipe Takamatsu (em japonês: 高松宮宣仁親王 Takamatsu-no-miya Nobuhito Shinnō, 3 de janeiro de 1905 – 3 de fevereiro de 1987) foi o terceiro filho do Imperador Taishō e da Imperatriz Teimei, irmão mais novo do Imperador Shōwa . Ele se tornou herdeiro do ramo Takamatsu-no-miya (inicialmente Arisugawa-no-miya) um dos quatro shinnoke ou casas principescas por sangue, um dos quatro ramos elegíveis para assumir o Trono do Crisântemo no caso de extinção da linhagem principal.
De meados dos anos 1920, até o fim da Segunda Guerra Mundial, o Príncipe Takamatsu possuiu uma carreira na Marinha Imperial Japonesa, ascendendo até o posto de capitão. Após a guerra, o príncipe se tornou patrono ou presidente honorário de diversas organizações nas áreas de intercâmbio cultural internacional, das artes, esportes, e medicina. Ele é lembrado principalmente pelos trabalhos filantrópicos realizados como membro da Casa Imperial Japonesa. 

## Primeiros anos
O Príncipe Nobuhito nasceu no Palácio Aoyama em Tóquio, filho dos então Príncipe Herdeiro Yoshihito e Príncesa Herdeira Sadako. Seu nome infantil era Teru-no-miya (Príncipe Teru). Assim como seus irmãos mais velhos, Príncipe Hirohito e Príncipe Yasuhito, ele frequentou os departamentos elementar e secundário da Peers' School (Gakushuin).

## Serviço militar

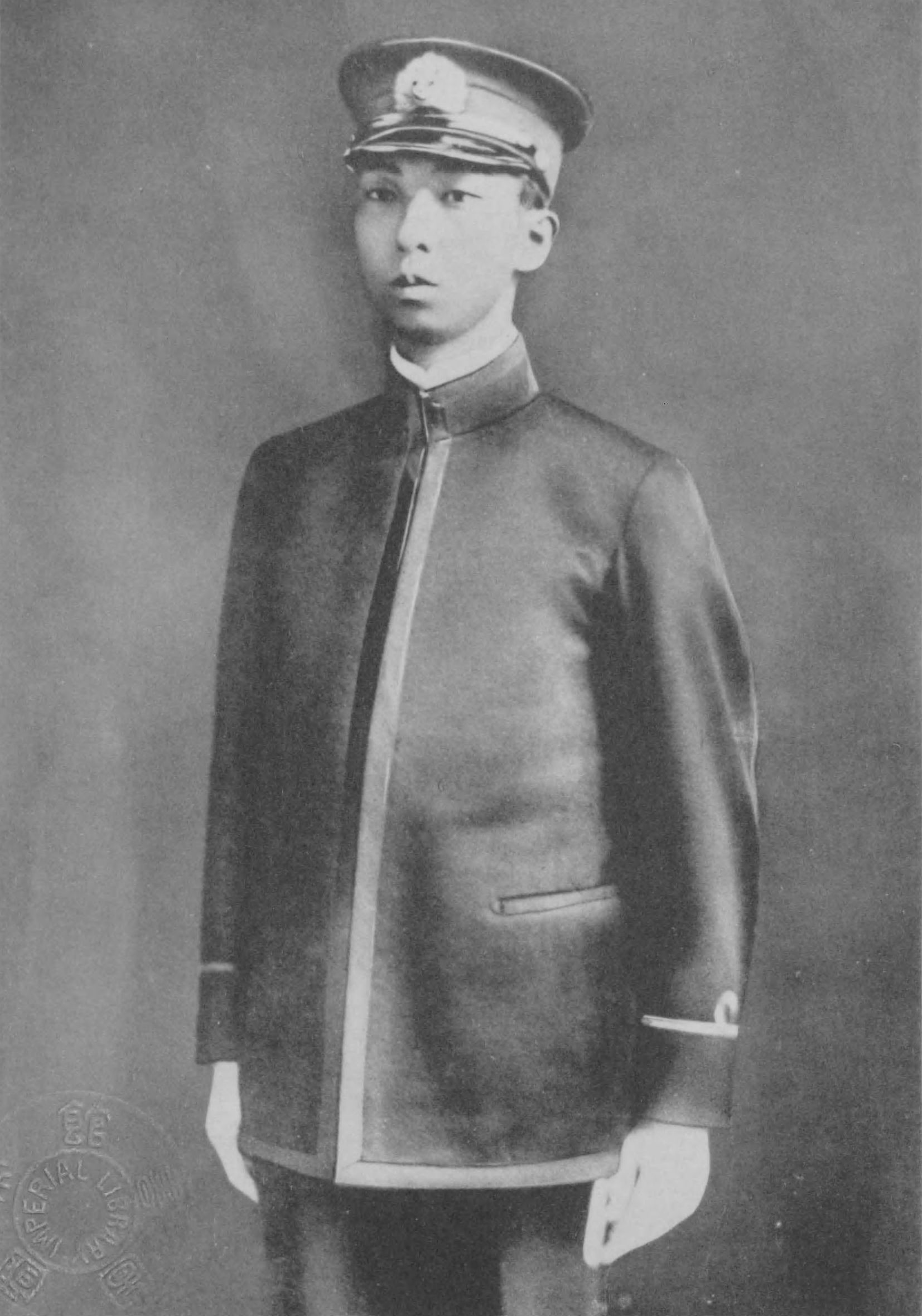
Príncipe Tamatsu durante os anos 1920

Príncipe Takamatsu frequentou a Academial Imperial Naval Japonesa de 1922 até 1925. Ele foi comissionado em 1º de dezembro de 1925, e assumiu funções a bordo do encouraçado Fusō. Foi promovido a subtenente no ano seguinte após completar o curso de estudos na Escola de Torpedos. O príncipe estudou na Escola de Aviação Naval de Kasumigaura em 1927 e na Escola de Artilharia Naval em Yokosuka em 1930-1931. Em 1930, foi promovido a tenente e se juntou ao Estado Maior da Marinha Imperial Japonesa em Tóquio. Ele se tornou comandante da esquadra do cruzador Takao, dois anos depois foi transferido para o Fusō.
Formou-se no Colégio Naval em 1936, depois de ter sido promovido a comandante-tenente em 15 de novembro de 1935. Foi promovido a comandante em 15 de novembro de 1940 e finalmente capitão em 1º de novembro de 1942. De 1936 a 1945 ocupou vários cargos no Escritório do Estado-Maior em Tóquio.

## Casamento
Casou-se em 4 de fevereiro de 1930 com Kikuko Tokugawa (26 de dezembro de 1911 - 18 de dezembro de 2004), a segunda filha de Yoshishisa Tokugawa (nobre). A noiva era neta de Yoshinobu Tokugawa, o último xogum de Tokugawa, e neta do antes príncipe Arisugawa Takehito. O Príncipe e a Princesa Takamatsu não tiveram filhos.

## Títulos e estilos
- 3 de janeiro de 1905 – 5 de julho de 1925: Sua Alteza Imperial O Príncipe Teru
- 5 de julho de 1925 – 3 de fevereiro de 1987: Sua Alteza Imperial o Príncipe Takamatsu

## Honras

### Nacionais
- Grande Cordão da Ordem do Crisântemo
- Grande Cordão da Ordem do Sol Nascente
- Grande Cordão da Ordem do Tesouro Sagrado
- Ordem do Papagaio Dourado, quarta classe
- Medalha de Incidente na China

### Estrangeiras
- Suécia: Cavaleiro da Real Ordem do Serafim
- Itália: Cavaleiro da Ordem da Santíssima Anunciação
- Reino Unido: Recebedor da Royal Victorian Chain (concedida em 1930, revogada em 1942)[1]
- Portugal: Grã-Cruz da Ordem da Torre e da Espada